# Velká krize s koňským trusem z roku 1894

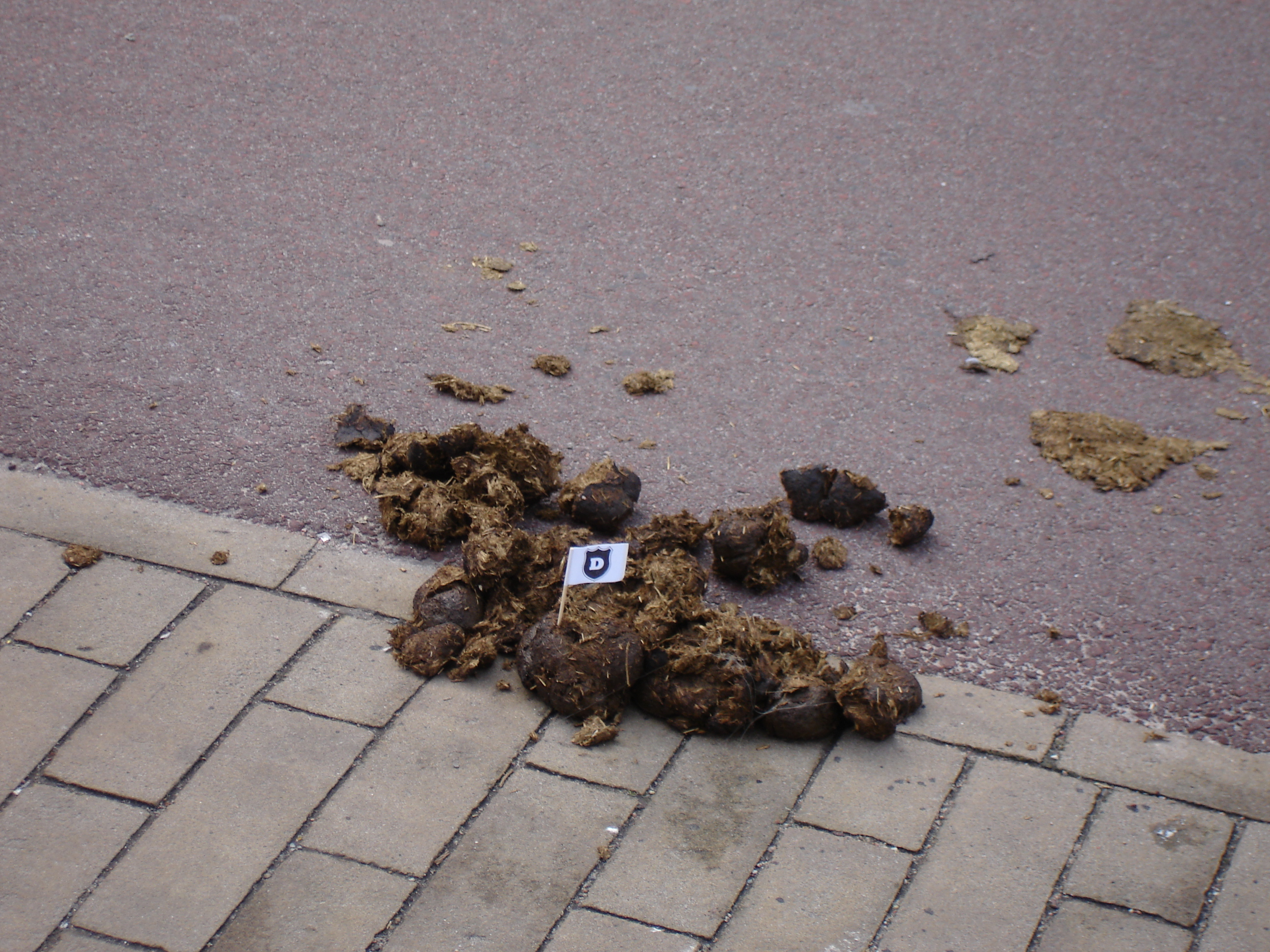
„Označený“ koňský trus na ulici v Amsterdamu

Velká krize koňského trusu roku 1894 odkazuje na tezi, že největší překážkou rozvoje měst na přelomu 19. a 20. století byly potíže s čištěním ulic od koňského trusu. Z širšího pohledu jde o analogii s domněle nepřekonatelnými přehnanými problémy, které se staly bezpředmětnými díky zavedením nových technologií. Fráze pochází z roku 2004, z článku Stephena Daviese pod názvem „The Great Horse-Manure Crisis of 1894“.
Předpokládaný problém se sběrem nadměrného množství koňského trusu v ulicích nakonec vyřešilo rozšíření aut, autobusů a tramvají, které nahradily koně a povozy jako hlavní dopravní prostředek ve velkých městech dříve, než se tento problém začal řešit. Termín velká krize koňského trusu roku 1894 se často používá k označení problému, který se zdá být neřešitelný, protože se na něj pohlíží ze špatné strany.
Název odkazuje na údajnou publikaci z roku 1894 v The Times, ve které se uvádělo „Za 50 let bude každá ulice v Londýně pohřbena pod devíti stopami trusu“. Důvodem měl být fakt, že k odvozu trusu byla potřeba více koní a tito koně zase produkují více trusu. Konference o městském plánování v roce 1898 se údajně rozpadla před plánovaným koncem, protože se nepodařilo najít odpověď na tento problém. 
Žádný takový článek v Times, ani výsledky konference nejsou známy, ale v roce 1893 se v Londýně objevila stížnost, že koňský trus, dříve pozitivní pro ekonomiku díky možnosti prodeje, se stal problémem kvůli problémem s odvozem, a tudíž pro ekonomiku negativní.
Tato domnělá krize od té doby ožila jako užitečná analogie.